# Воскрешение мёртвых
Воскрешение мёртвых — распространённый в мифологиях различных народов и религиях сюжет воскрешения (оживления) умершего существа (человека, в частности), зачастую совершаемого божеством или святым. Является частью представлений о жизни после смерти.

## Происхождение слова
В Этимологическом словаре современного русского языка Н. М. Шанского (1968) слово «воскресать» является производным от церковнославянского крѣсъ — «оживление, здоровье».
В Этимологическом словаре современного русского языка А. К. Шапошникова (2010) говорится, что слово произошло от церковнославянского *въскрѣшати от основы глагола *възкрěсити, приставочного производного от *крěсити «высекать огонь».
В Историко-этимологический словарь современного русского языка П. Я. Черных, со ссылкой на И. И. Срезневскиого, объясняется, что слово «вокреснуть» произошло от др.-рус. крѣсъ, что означало «солнечный поворот» (резкое изменение течения времени).
В XIX веке существовала версия, что слово «воскресение» является калькой греческого «ανάστασης», что буквально переводится как «восстановление» или «восстание». Вошло в русский язык через христианскую традицию.

## В шумеро-аккадской мифологии
В мифологии древнего Шумера и Аккада способностью воскрешать мёртвых наделялись верховный бог Мардук и богиня-целительница Гула.
В древнейшем произведении «Эпос о Гильгамеше» воскрешением мертвых угрожает богиня Иштар: «Проложу я путь в глубину преисподней, Подниму я мёртвых, чтоб живых пожирали, Станет меньше тогда живых, чем мёртвых!»

## В древне-египетской мифологии
В  мифологии Древнего Египта Богиня Исида воскрешает Осириса, собрав куски его тела, разбросанные по различным частям Египта. Согласно мифу, Осирис становится богом смерти и возрождения, загробного мира, и судьёй душ умерших.

## Вдревнегреческой мифологии
- Адонис.
- Главк — прорицатель Полиид заметил, что убитая змея ожила от травы, положенной на неё другой змеёй, и при помощи этой же травы воскресил Главка.
- Пелоп — будучи мальчиком, Пелоп был предложен в пищу небожителям, собравшимся на пир у Тантала, но боги поняли обман и воскресили Пелопа, причём съеденная Деметрой, пребывавшей в рассеянности из-за пропавшей дочери Персефоны, лопатка была заменена вставкой из слоновой кости.
- Асклепий — стал столь великим врачом, что научился воскрешать мёртвых, и люди на Земле перестали умирать. Бог смерти Танатос, лишившись добычи, пожаловался Зевсу на Асклепия, нарушавшего мировой порядок. Зевс согласился, что, если люди станут бессмертными, они перестанут отличаться от богов. Своей молнией громовержец поразил Асклепия, но великий врач не попал в царство мёртвых, а стал богом врачевания.
- Есть легенда об Эмпедокле из Агригента как о чудотворце необычайной силы, который смог воскресить женщину, находившуюся до этого целый месяц без дыхания.
- Мифические Орфей и Эвридика, по легенде, так сильно любили друг друга, что когда она внезапно умерла, он отправился за ней в царство мёртвых и благодаря своему таланту сумел достичь, чтобы Аид и Персефона отпустили её. Однако воскрешения не произошло — по пути назад он нарушил поставленное ими перед ним условие — оглянулся, следует ли она за ним.

## В Библии

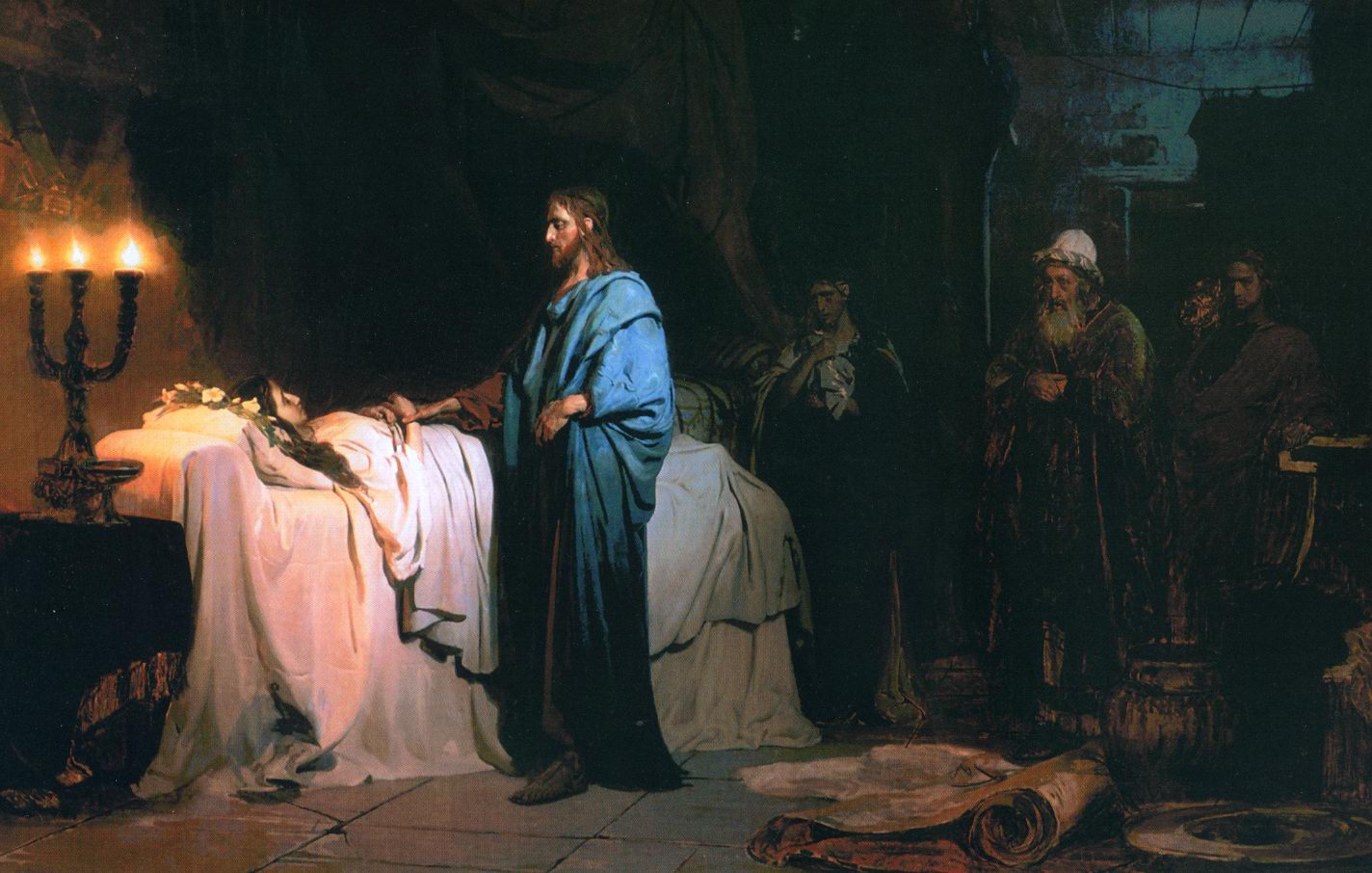
Илья Ефимович Репин, «Воскрешение дочери Иаира»

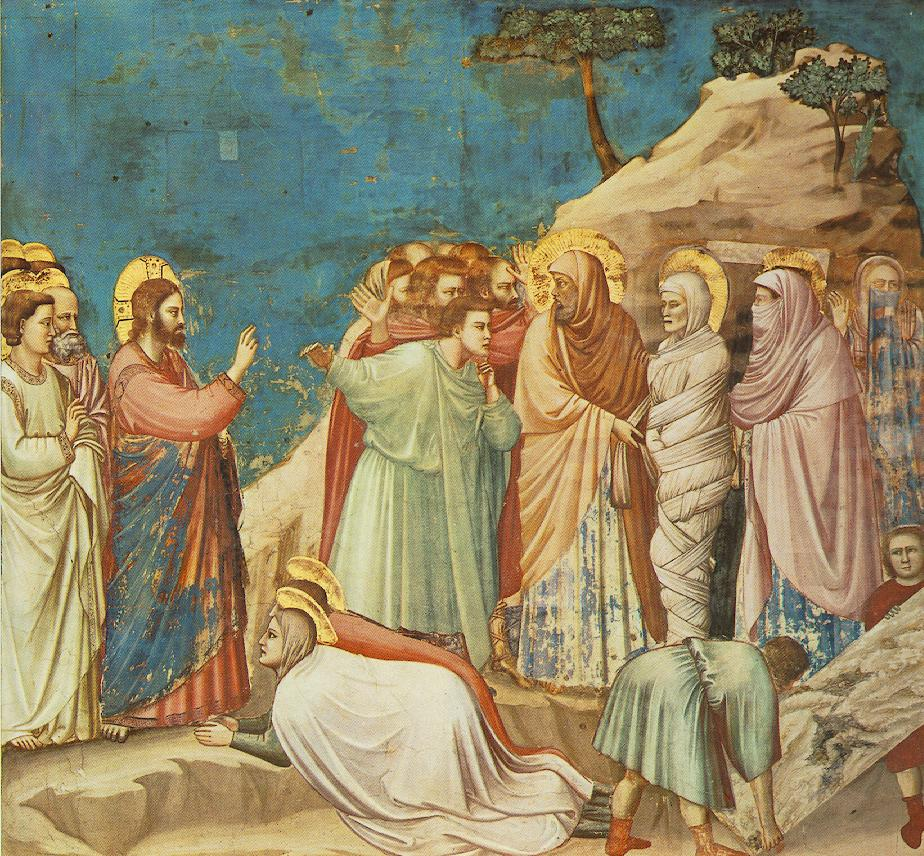
Джотто ди Бондоне, «Воскресение Лазаря»

В Библии описано множество случаев воскрешения мёртвых и 1 случай воскресения:
- Воскрешение отрока Илией;
- Воскрешение ребёнка Елисеем;
- Воскрешение человека от прикосновения к костям Елисея;
- Воскрешение дочери Иаира Иисусом (Мф. 9:18; Мк. 5:22; Лк. 8:41);
- Воскрешение Иисусом сына вдовы у ворот города Наин (Лк. 7:11—16);
- Воскрешение Лазаря Иисусом — прежде воскресения Лазарь был мёртв четыре дня и был погребён в пещере, закутанный погребальными пеленами;
- Воскресение Иисуса Христа
- Воскрешение Тавифы апостолом Петром (Деян. 9:40);
- Воскрешение Евтиха апостолом Павлом (Деян. 20:9).

Истинно, истинно говорю вам: наступает время, и настало уже, когда мёртвые услышат глас Сына Божия и, услышав, оживут. Ибо, как Отец имеет жизнь в Самом Себе, так и Сыну дал иметь жизнь в Самом Себе. И дал Ему власть производить и суд, потому что Он есть Сын Человеческий. Не дивитесь сему; ибо наступает время, в которое все, находящиеся в гробах, услышат глас Сына Божия; и изыдут творившие добро в воскресение жизни, а делавшие зло — в воскресение осуждения.
— Ин. 5:25—29

Воля же пославшего Меня Отца есть та, чтобы из того, что Он Мне дал, ничего не погубить, но всё то воскресить в последний день. Воля Пославшего Меня есть та, чтобы всякий, видящий Сына и верующий в Него, имел жизнь вечную; и Я воскрешу его в последний день.
— Ин. 6:39—40

## В христианстве

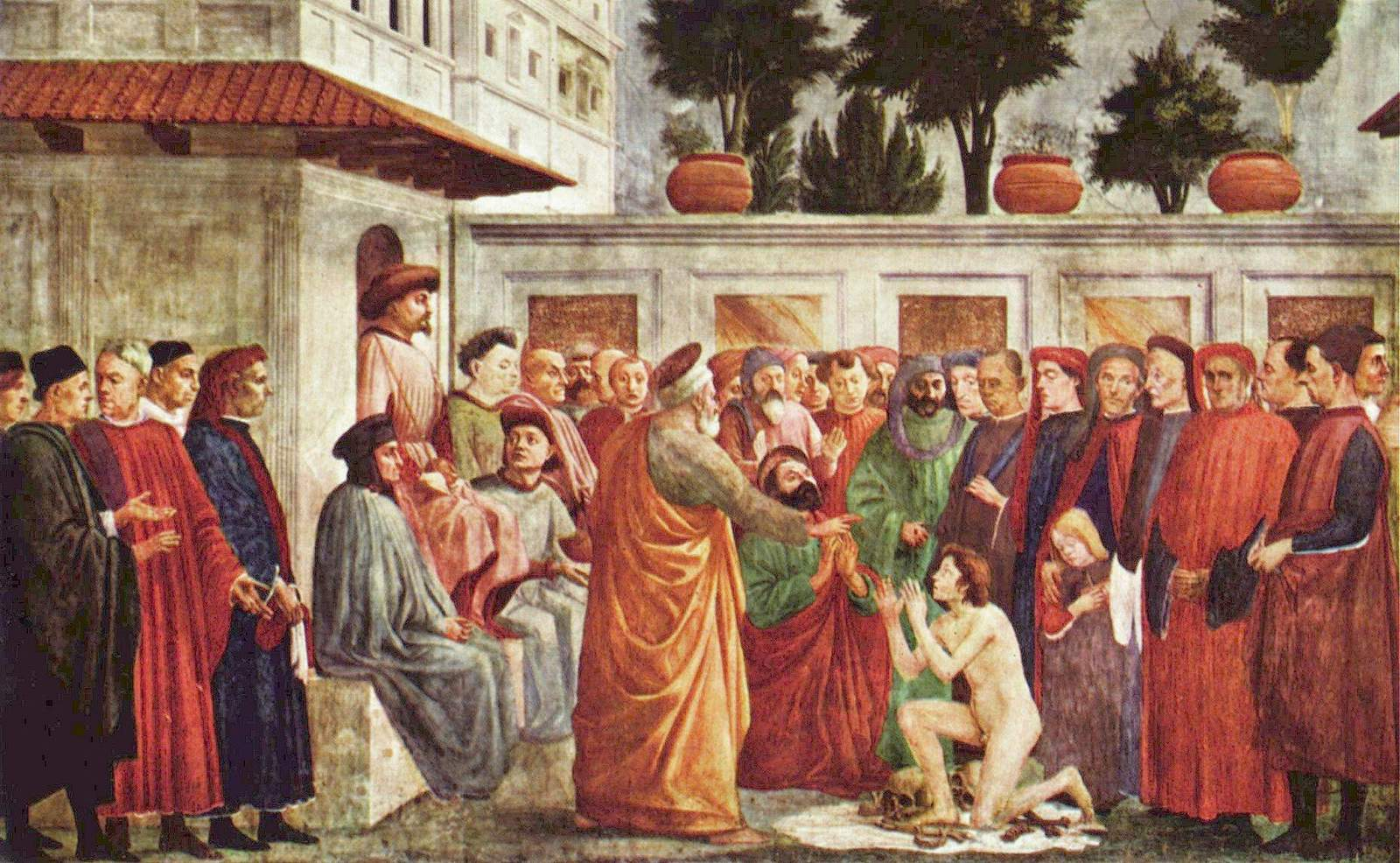
Воскрешение усопшего апостолом Петром (Филиппо Липпи, 1425—1428)

Всеобщее воскресение из мёртвых (11-й член Никео-Цареградского Символа веры)  соединяется с ожидаемым вторым пришествием Иисуса Христа для совершения суда над всеми людьми, живущими и когда-либо жившими.
В церковном предании упоминается о случаях воскрешения усопших следующими учениками Иисуса Христа:
- апостол Пётр, проповедуя в Анкире Галатийской, воскресил одного умершего, а в Риме воскресил юношу царского рода по просьбе его матери[8].
- апостол Андрей Первозванный в городе Амасеев воскресил мальчика, умершего от лихорадки. В Никомидии святой воскресил юношу, которого загрызли собаки. В Фессалониках апостол воскресил мальчика, который умер от удушения; воскресил воина, напавшего на святого и упавшего замертво; воскресил сына проконсула Вирина, удавленного леопардом, которого натравили на апостола; также воскресил мальчика, умершего от укуса змеи. В городе Патры святой воскресил жену проконсула Лисбия, несмотря на преследования ею ученицы Андрея Трофимы. Также в городе Патры апостол Андрей воскресил 40 человек, выброшенных волной с корабля и утонувших во время бури. В городе Синоп апостол воскресил мужчину, найденного в яме убитым[9][10]. В городе Ацкури по молитве апостола Андрея воскрес умерший[11].
- апостол Иоанн Богослов:[12]
  - в Эфесе апостол Иоанн со своим учеником Прохором работали в бане. Однажды там умер некий юноша по имени Домн. Отец юноши, Диоскорид, узнав об этом, умер от скорби. Хозяйка бани обвинила Иоанна в смерти юноши и грозилась убить его. Помолившись, апостол Иоанн воскресил юношу, а затем его отца.
  - во время праздника в честь богини Артемиды, апостол Иоанн обвинил язычников в идолопоклонничестве, за что толпа забросала его камнями. По молитве Иоанна тотчас настала невыносимая жара, вследствие чего умерло до 200 человек. Оставшиеся в живых умоляли Иоанна о милости, и апостол воскресил всех умерших, в результате чего все воскресшие приняли крещение.
  - в Риме апостол Иоанн был осуждён на изгнание и отправлен на остров Патмос. На судне находились царские вельможи, сын одного из них, играя, упал в море и утонул. Вельможи стали просить Иоанна о помощи, но он отказал им, узнав, что они чтят языческих богов. Но утром, из жалости, Иоанн помолился Богу, и волна выбросила юношу на корабль.
  - на острове Патмос жил волхв Кинопс, который общался с нечистыми духами. Местные жители почитали Кинопса, как бога. Когда апостол Иоанн стал проповедовать Христа, жители острова призвали волхва Кинопса отомстить Иоанну. Апостол разоблачил бесовство Кинопса, и по молитве Иоанна морская волна поглотила волхва. Народ, поклонявшийся Кинопсу, трое суток ждал его у моря, изнемогая от голода и жажды, а трое детей умерло. Апостол Иоанн, помолившись, исцелил больных и воскресил умерших.
  - через три года апостол Иоанн направился проповедовать в другой город острова, где исцелял больных, а также воскресил сына жреца, умершего в бане.
- апостол Филипп, проповедуя в Галилее, воскресил младенца, которого несла на руках безутешная мать. Проповедуя Евангелие в Греции, он воскресил одного умершего. Проповедуя Христа в Иераполе Сирийском, апостол Филипп вызвал сильный гнев в народе, угрожавшем даже побить его камнями, и по требованию толпы воскресил мёртвого, которого несли на носилках в продвигавшемся мимо погребальном шествии[13][14].
- апостол Фома, проповедуя в Индии, воскресил сына языческого жреца, чтобы доказать свою непричастность к его убийству[15].
- Иуда Искариот (не является святым), по описанию Иоанна Златоуста, совершал знамения, изгонял бесов, воскрешал мёртвых, очищал прокажённых, однако лишился царства небесного. Знамения не могли спасти его, потому что он был разбойник, вор и предатель Господа[16].
- апостол Матфий, причисленный к 12 апостолам вместо Иуды Искариота, проповедуя в Иудее, творил многие чудеса, в том числе воскрешал мёртвых[17].

Церковное предание сообщает о случаях воскрешения усопших другими святыми:
- Апостолы Иасон и Сосипатр воскресили умершего сына царя Севастиана, правителя острова Керкиры[18].
- Аполлинарий Равеннский (ок. 75) в Равенне воскресил умершую дочь правителя Руфина[19].
- Иулиан Кеноманийский (I) воскрешал умерших детей[20].
- Евдокия Илиопольская (ок. 152—170) воскресила язычника Филострата, сына императора Аврелиана, жену военачальника Диодора[21][22].
- Ирина Македонская воскресила своего отца, насмерть затоптанного конём; в городе Мигдония воскресила умершего юношу; после казни в Месемврии сама воскресла из мёртвых; в Эфесе по своей воле легла в гробницу, но на четвёртый день пещеру нашли пустой[23].
- Харалампий Магнезийский (ок. 89-202) во время мученических испытаний воскресил умершего юношу по требованию римского императора Септимия Севера[24].
- Кенсорин Римский (269), заключённый в темницу за веру, воскресил умершего[25].
- Еразм Формийский, епископ (303), в городе Ликии воскресил сына одного знатного человека[26].
- Агнесса Римская воскресила юношу, который хотел её обесчестить и упал замертво, по просьбе его отца[27].
- Георгий Победоносец во время мученических испытаний по указанию императора Диоклитиана с подсказки Афанасия Волхва воскресил умершего[28].
- Пантелеимон Целитель воскресил мёртвого ребёнка, укушенного ехидной (змеёй, гадом — по разным источникам)[29][30].
- Василий Херсонесский (309) воскресил единственного сына одного из херсонесских князей[31][32].
- Иулиан Египетский (313) по требованию правителя Маркиана воскресил умершего, которого несли мимо в погребальном шествии[33].
- Парфений Ламсакийский, епископ (318), воскресил возничего, погибшего под колёсами повозки, запряжённой волами[34].
- Николай Чудотворец по пути на корабле в Палестину, через Александрию, воскресил матроса, который упал с мачты на палубу и разбился насмерть[35]. По одной из легенд святитель Николай воскресил троих детей, убитых и заточённых в бочку[36][37].
- Спиридон Тримифунтский оживил свою умершую дочь Ирину, чтобы она рассказала, где спрятала драгоценности, переданные ей на хранение одной знатной дамой, после чего душа Ирины снова покинула тело; в Антиохии воскресил грудного ребёнка язычницы, а затем и саму мать, упавшую замертво от потрясения увиденным чудом[38][39].
- Иаков Низибийский совершал множество чудес, в том числе воскрешал умерших[40][41].
- Даниил Таронский, чудотворец (ок. 362) был известен совершаемыми чудесами, он ходил по воде, исцелял больных, воскрешал мёртвых[42][43].
- Макарий Великий воскресил мёртвого, чтобы убедить еретика, отрицающего возможность воскрешения. Святой мог так взывать к умершим, что те вслух говорили сведения, необходимые для помощи другим людям[44][45][46][47].
- Донат Еврийский (ок. 387) воскресил мёртвого, чтобы он подтвердил возврат им долга кредитору, который требовал его повторно от вдовы умершего[48][49].
- Мартин Турский воскресил троих умерших[50][51][52][53][54].
- Амвросий Медиоланский, пребывая в доме Децента во Флоренции, воскресил умершего мальчика[55].
- Палладий Пустынник (IV) воскресил убитого купца, чтобы доказать свою непричастность к убийству[56][57].
- Патермуфий Египетский (IV) возвращал к жизни только что умерших, чтобы спросить их о чём-либо[58][59].
- Иакинф Амастридский в возрасте трёх лет воскресил умершего мальчика[60].
- Епифаний Кипрский воскресил умершего сына язычника[61].
- Сисой Великий вернул к жизни умершего мальчика[62][63][64].
- Дий Константинопольский (ок. 430) воскресил рабочего, который поскользнулся и утонул в колодце[65][66].
- Патрик Ирландский совершал множество чудес, исцеляя слепых, глухих, прокажённых, воскресил девять умерших[67][68][69][70].
- Маркиан Константинопольский, пресвитер (ок. 471—474) воскресил упавшую с церковной кровли беременную женщину, оживлял умерших на короткое время[71].
- Маркелл Апамейский (485) воскресил монаха соседней обители[72].
- Иаков отшельник (V) воскресил юношу по просьбе его отца[73].
- Геласий Палестинский (V) воскресил мальчика по просьбе келаря, виновного в его смерти[74][75].
- Симеон Столпник, Дивногорец (VI) сотворил множество чудес, даже воскрешал мёртвых[76].
- Бенедикт Нурсийский в Монте-Кассино молитвой воскресил умершего сына крестьянина[77][78].
- Варсонофий Великий обладал даром чудотворения, в том числе воскрешения умерших[79].
- Севир Валерийский (Италийский) (VI) опоздал к умирающему, ожидавшему исповеди, после чего, чувствуя свою вину, воскресил умершего[80][81].
- Агиодул (VI) воскресил умершего монаха, с которым не успел проститься перед его смертью[82][83].
- Георгий Хозевит (625) вместе со своим братом Ираклидом воскресил младенца[84].
- Ромбоут (Ромуальд, Румольдус) (ок.775) воскресил ребёнка[85].
- Евсхимон Лампсакийский воскресил умершего младенца по просьбе матери[86].
- Леонтий Ростовский (ок.1073-1077) воскресил набросившихся на него с оружием и павших замертво язычников[87].
- Станислав Щепановский в городе Петровин воскресил умершего три года назад дворянина Петровина, чтобы он подтвердил, что его усадьба была продана святому Станиславу на законных основаниях[88][89].
- Варлаам Хутынский (1192) воскресил сына окрестного жителя, который умер, когда отец нёс его к святому для исцеления. Известны случаи воскрешения умерших после смерти святого и обретения мощей (XV)[90][91].
- Марк Печерский (Пещерник, Гробокопатель, XI—XII) воскрешал покойников на несколько часов, пока не готова могила, заставлял их поворачиваться или вставать из могилы, чтобы исправить недостатки своей работы[92][93][94].
- Святой Доминик в монастыре Сан-Систо в Риме воскресил Наполеоне Орсини, упавшего с лошади и разбившегося насмерть[95][96][97].
- Франциск Ассизский совершил много чудес, он исцелял больных, воскрешал мёртвых[98].
- Сергий Радонежский воскресил мальчика, который умер на руках отца, когда он нёс сына к святому для исцеления[99][100][101][102].
- Кирилл Белозерский воскресил монаха, который не успел причаститься перед смертью, для исповеди[103][104].
- Александр Куштский (1439) во время набега татар на Вологодские земли осенил крестом пятерых татарских воинов, явившихся в его монастырь, и они упали замертво, после чего святой воскресил их[105].
- Франциска Римская (1384—1440) была наделена даром исцеления и воскрешения умерших[106].
- Исайя Бонер (1400—1471) обладал даром чудотворения, известен случай воскрешения из мёртвых[107].
- Иоанн Гонзалес (1430—1479) известен многочисленными воскрешениями им мёртвых[108].
- Игнатий Лаконийский (1701—1781) обладал даром исцеления, ему приписывалось воскрешение усопших[109].
- Ксения Петербургская воскресила мальчика, утонувшего в Неве[110].
- Иоанн (Джованни) Боско обладал даром чудотворения, в том числе воскрешения умерших[111][112].
- Иоанн Кронштадтский воскресил умершего в утробе матери ребёнка[113][114][115].
- Аристоклий Афонский (1846—1918) воскресил девочку, умершую по дороге из Рязани в Москву, которую мать везла к старцу для исцеления[116].
- Амфилохий Почаевский воскресил девочку, которая умерла в пути, когда мать везла её издалека к старцу[117].

Другие известные по Священному Преданию случаи воскрешения усопших:
- По преданию, царица Елена организовала поиски Креста, на котором был распят Иисус Христос; было найдено три креста, возле одного из них произошло воскрешение умершего[118][119][120].
- В храме «Живоносный источник», воздвигнутом в 457 году к западу от Константинополя и посвящённом Пресвятой Богородице (ныне — монастырь Балыклы, Стамбул), совершалось множество чудесных исцелений, а также воскрешение паломника, который умер по пути к целебному источнику и ожил после трёхкратного омовения водой из источника[121][122].
- Одним из чудес, связанных с Толгской иконой Божией Матери (XIV век), является воскрешение усопшего четырёхлетнего сына некоего боярина, который ожил во время отпевания в Толгском монастыре[123][124][125].
- В архивных документах Жировичского Свято-Успенского монастыря описано чудо Жировицкой иконы Божией Матери — воскрешение в 1558 году Раины Войнянки, семнадцатилетней дочери белорусского помещика, на четвёртый день после смерти[126][127].
- Почаевская икона Божией Матери прославилась многими чудесами, в том числе воскрешением умершего сына помещика Ивана Жабокрицкого в 1664 году, воскрешением умершего в Почаеве ребёнка в 1710 году[128][129][130].
- Особой известностью на территории современной Чувашии пользовалась икона Божией Матери Тихвинской Цивильского Троицкого собора, с которой связывалось 25 чудес, в том числе воскресение младенца Иоанна в 1700 году, воскресение младенца Василия в 1701 году, воскресение удушенного младенца в 1707 году[131].
- В изданном в 1742 году в Познани богословском сочинении «Криница ласк духовных Девы Марии с гор Юровичских» приведено множество чудесных спасений, связанных с Юровичской иконой Божией Матери: это воскрешение в 1686 году во время траурной процессии сына юровичского прихожанина Пригородского, воскрешение погибшего в 1724 году при пожаре сына мозырского земского писаря Теофила Ленкевича, спасение в 1730 году утонувшего юровичского жителя Рутковского[132].
- Около 1800 года в городе Изюм Харьковской губернии во время молебна перед Песчанской иконой Божией Матери ожил младенец, сын учителя местного училища Стефана Гелевского[133][134][135].

## В исламе
В Коране существует множество аятов о воскрешении.

## В китайской культуре
Свидетельство о вере в возможное воскресение в китайской народной религии зафиксировано в документе, найденном в захоронении Фанматань (кит. 放馬灘). Он описывает вмешательство чиновника в должности сымин (кит. 司命) в дело о самоубийстве простолюдина в период ок. 300 г. до н. э. Следствием разбирательства становится возвращение последнего к жизни.
Воскресение из мёртвых описывается также в «Лесянь чжуань» (кит. 列仙傳), где описывается чудесное возвращение к жизни даосского подвижника по имени Гу Чунь (кит. 谷春).
В подобных описаниях (но не в «Лесянь чжуань») упоминается понятие ши цзе (кит. 尸解), которое современные ученые трактуют как «очищение/освобождение от бренного тела». Аналогичным ему является 形解 син цзе «очищение формы» (Ши цзи). Ван Чун (кит. 王充) (27—104) анализирует это понятие, выражая скепсис по поводу преображения тела «практикующего». В его трактовке, этот процесс аналогичен линьке цикады или змеи; в случае же достижения «бессмертия» (кит. 仙) состояние оставленного тела неотличимо от смерти.

## В поздней мифологии и современной культуре
После распространения христианства продолжают существовать различного рода сказки, мифы и художественные произведения о воскресших мертвецах. Они синкретично объединили в себе как черты языческих мифов и фольклора, так и христианские элементы, например, уязвимость оживших мертвецов перед святой водой и распятием. Среди персонажей XX века наиболее узнаваемыми живыми мертвецами являются: вампир-кровопийца, популяризованный романом «Дракула», и зомби западно-африканских верований, давший название современному образу мертвеца-людоеда.

## В музыке
- Реквием
- Вторая симфония Густава Малера (1860—1911), впервые исполненная в 1895, носит название «Воскресение» (Auferstehung). Текстуальная часть симфонии (IV, «Urlicht») выражает идею тяги к воскресению: «Человек лежит в величайшей нужде. Человек лежит в величайшем страдании. Как бы хотел я быть на небесах» (Der Mensch liegt in größter Not, Der Mensch liegt in größter Pein, Je lieber möcht' ich im Himmel sein). Текст взят композитором из сборника немецких народных песен Волшебный рог мальчика.

## Естественно-научная интерпретация «воскресения мёртвых»
Под термином «воскресение» может пониматься не только оживление после «биологической смерти», но также и другие виды оживления:
- Клонирование человека по ДНК умершего человека
- оживление после клинической смерти;
- оживление после летаргического сна;
- выход из комы;
- оживление после потери сознания.[источник не указан 2856 дней]

До XX века из-за недостаточного развития медицинских знаний под «воскресением из мёртвых» мог пониматься любой из вышеописанных случаев. В частности, «воскресение Евтиха» могло быть потерей сознания, вызванной падением с третьего этажа, и последующим приходом в себя.
В средствах массовой информации иногда появляются сообщения о случаях, когда человек, чья смерть была констатирована врачом, впоследствии самопроизвольно или после каких-либо внешних воздействий приходил в сознание.